# Krsto Zrnov Popović
Krsto Zrnov Popović (v srbské cyrilici Крсто Зрнов Поповић; 14. září 1881, Lipa, Černá Hora – 13. března 1947) byl černohorský generál, a jeden z vůdců vánočního povstání v roce 1919.
V 20. letech žil v emigraci nejprve v Argentině a poté v Belgii. Roku 1929 se za vedení povstání proti srbskému králi omluvil a slíbil věrnost bělehradské vládě. V Belgii však žil až do roku 1934. Do Jugoslávie se vrátil až po smrti krále Aleksandra.
Během druhé světové války spolupracoval s italskými okupačními vojsky. Inicioval vznik černohorské armády, která by mohla bojovat proti jednotkám partyzánů.